# 女だけの祭
『女だけの祭』（おんなだけのまつり、希: Θεσμοφοριάζουσαι, Thesmophoriazousai, テスモポリアズーサイ、羅: Thesmophoriazusae）は、古代ギリシアのアリストパネスによるギリシア喜劇の1つ。『テスモポリア祭を営む女たち』とも。
原題の「テスモポリアズーサイ」は、動詞「テスモポリアゾー」の現在分詞女性複数形で、「テスモポリア祭を営む女たち」を意味する。テスモポリア祭とは、アテナイその他のポリスで行われた、女神デーメーテールとペルセポネー母子に捧げられた女だけの祭のこと。アテナイではアッティカ暦のピュアネプシオーン月（現在のグレゴリオ暦の10月から11月）の11日から13日の3日間で行われた。
テスモポリア祭で女の敵として悲劇詩人エウリピデスを糾弾する女たちと、そこに潜入していたエウリピデスとアガトーンを含めた、その縁者のやり取りを滑稽に描がいていた。

紀元前411年の大ディオニューシア祭で上演されたと推定される。

## 日本語訳
- 『ギリシア喜劇全集3』「テスモポリア祭を営む女たち」荒井直訳、岩波書店、2009年
- 『ギリシア喜劇2　アリストパネス』 呉茂一訳、ちくま文庫、1986年
  - 『世界古典文学全集12　アリストパネス』筑摩書房、1964年 - 元版
  - 『ギリシア喜劇全集2』 人文書院、1961年 - 別版